# Micrathyria kleerekoperi
Micrathyria kleerekoperi is een libellensoort uit de familie van de korenbouten (Libellulidae), onderorde echte libellen (Anisoptera).
De soort staat op de Rode Lijst van de IUCN als kritiek, beoordelingsjaar 2007.
De wetenschappelijke naam Micrathyria kleerekoperi is voor het eerst geldig gepubliceerd in 1946 door Calvert.